# A Day on the French Battleship 'Justice'
A Day on the French Battleship 'Justice' è un cortometraggio muto del 1910. Il nome del regista non viene riportato nei credit del film, un documentario che vede come protagonista la corazzata francese Justice. La nave, che aveva partecipato nel dicembre 1908 ai soccorsi dopo il terremoto di Messina, era partita il 12 settembre 1909 dal porto di Brest alla volta di New York e si trovava negli Stati Uniti per le celebrazioni del trecentenario della scoperta del fiume Hudson.

## Produzione
Il film fu prodotto dalla Vitagraph Company of America.

## Distribuzione
Distribuito dalla General Film Company, il film - un cortometraggio in una bobina - uscì nelle sale cinematografiche statunitensi il 29 ottobre 1910. Nelle proiezioni, veniva programmato con il sistema dello split reel, accorpato in un'unica bobina con un altro cortometraggio prodotto dalla Vitagraph, The Telephone.